# Bodó Richárd (orvos)
Marosszentkirályi Bodó Richárd, születési és 1904-ig használt nevén Blumenfeld Richárd (Brassó, 1895. július 20. – New York, 1965. február 4.) orvos, farmakológus, egyetemi tanár.

## Életpályája
Bodó Károly (1858–1914), az Osztrák–Magyar Bank főellenőre és Steinhardt lda gyermekeként született zsidó családban. Középiskolai tanulmányait a harmadik osztálytól a Budapesti Evangélikus Gimnáziumban végezte (1907–1913), majd felvételt nyert a Budapesti Tudományegyetem Orvostudományi Karára. Az első világháború alatt tizenhárom hónapot a harctéren töltött, s mint tüzérhadnagy szerelt le. Oklevelét csak 1922-ben, a pécsi Erzsébet Tudományegyetemen szerezte meg. Pályáját a Mansfeld Géza vezetése alatt működő Gyógyszertani Intézetben kezdte. 1923-ban tanulmányi szabadságon volt s ezt az időt részben a budapesti Pázmány Péter Tudományegyetem I. és II. sz. Kémiai Intézetében, részben az Állatorvosi Főiskola Kémiai Intézetében töltötte.
1925-ben Rockefeller-ösztöndíjasként a University College London Élettani Intézetében és a National lnstitute for Medical Research-ben képezte magát Ernest Starling és Henry Hallett Dale professzorok mellett. 1926 júniusától a pécsi Erzsébet Tudományegyetem Élettani Intézetének adjunktusa lett. 1926-ban Pécsett az általános gyógyszerhatástan, 1928-ban a vegetatív működések élettana című tárgykörből magántanári képesítést nyert. 1929 augusztusában a XIII. Nemzetközi Élettani Kongresszusra New Yorkba utazott, ahol a kongresszust követően Wallace professzor kérésére ott maradt további tanulmányúton. A magyar kormánytól illetmény nélküli szabadságot kapott. A New York Egyetem Gyógyszer- és Élettani Intézetének asszisztense, 1952-től egyetemi tanára lett. Számos tanulmánya jelent meg hazai és külföldi szaklapokban.

## Művei
- Vizsgálatok az eklampsiasok vérének calciumion concentratiójáról. Liebmann Istvánnal. (Magyar Orvosi Archivum, 1926)